# 阿格氏舌天竺鯛
阿格氏舌天竺鯛（學名：Glossamia arguni），為輻鰭魚綱鈎頭魚目天竺鯛科舌天竺鯛屬下的一個種，分布於西太平洋印尼西巴布亞省阿古尼灣地區的淡水溪流，本魚體延長，長橢圓形，體稍側扁，頭大、眼大、口大且斜裂，頜齒細小，全身灰棕色，背部有深色大斑點，體側有5條深色寬橫帶，側線上有鱗片43-45枚，體長10.2公分，棲息水生植物生長的靜止或緩慢流動的淡水溪流、潟湖，夜間活動，屬肉食性，繁殖期時，雄魚具有口孵習性，卵約7日化成仔魚，由雄魚吐出，具短暫的仔魚飄浮期，生活習性不明。